# Nowogard (gromada)
Nowogard – dawna gromada, czyli najmniejsza jednostka podziału terytorialnego Polskiej Rzeczypospolitej Ludowej w latach 1954–1972.
Gromady, z gromadzkimi radami narodowymi (GRN) jako organami władzy najniższego stopnia na wsi, funkcjonowały od reformy reorganizującej administrację wiejską przeprowadzonej jesienią 1954 do momentu ich zniesienia z dniem 1 stycznia 1973, tym samym wypierając organizację gminną w latach 1954–1972.
Gromadę Nowogard z siedzibą GRN w mieście Nowogardzie (nie wchodzącym w jej skład) utworzono 1 stycznia 1972 w powiecie nowogardzkim w woj. szczecińskim z obszarów zniesionych gromad Wierzbięcin i Wyszomierz oraz miejscowości Drzysław, Miętno, Orzechowo, Otręby i Zbyszewice ze zniesionej gromady Wołowiec w tymże powiecie; równocześnie do nowo utworzonej gromady Nowogard włączono miejscowość Wojcieszyn z gromady Żabowo tamże.
Gromada przetrwała jeden rok (1972), czyli do kolejnej reformy gminnej. 1 stycznia 1973 w powiecie nowogardzkim utworzono gminę Nowogard.